# Otoki (rejon szarkowszczyński)
Otoki (biał. Атокі; ros. Отоки) – wieś na Białorusi, w obwodzie witebskim, w rejonie szarkowszczyńskim, w sielsowiecie Hermanowicze.

## Historia
W czasach zaborów w powiecie dzisieńskim, w guberni wileńskiej Imperium Rosyjskiego.
W latach 1921–1945 folwark i wieś leżały w Polsce, w województwie wileńskim, w powiecie dziśnieńskim, w gminie Hermanowicze.
Według Powszechnego Spisu Ludności z 1921 roku zamieszkiwało
- folwark – 17 osób, 13 były wyznania rzymskokatolickiego, 3 prawosławnego a 1 staroobrzędowego. Jednocześnie 6 mieszkańców zadeklarowało polską, 8 białoruską a 3 inną przynależność narodową. Były tu 4 budynki mieszkalne[2]. W 1931 w 1 domu zamieszkiwały 4 osoby[3].
- wieś – 86 osób, 16 było wyznania rzymskokatolickiego, 16 prawosławnego a 54 staroobrzędowego. Jednocześnie 86 mieszkańców zadeklarowało białoruską przynależność narodową. Było tu 16 budynków mieszkalnych[2]. W 1931 w 17 domach zamieszkiwało 98 osób[3].

Wierni należeli do parafii rzymskokatolickiej w Hermanowiczach i prawosławnej w Szkuncikach. Miejscowość podlegała pod Sąd Grodzki w Łużkach i Okręgowy w Wilnie; właściwy urząd pocztowy mieścił się w Hermanowiczach.
W wyniku napaści ZSRR na Polskę we wrześniu 1939 miejscowość znalazła się pod okupacją sowiecką. 2 listopada została włączona do Białoruskiej SRR. Od czerwca 1941 roku pod okupacją niemiecką. W 1944 miejscowość została ponownie zajęta przez wojska sowieckie i włączona do Białoruskiej SRR.
Od 1991 w składzie niepodległej Białorusi.